# Hyppyypuronsuo
Hyppyypuronsuo este o arie protejată (arie specială de conservare — SAC, sit de importanță comunitară — SCI) din Finlanda întinsă pe o suprafață de 7,2 ha, integral pe uscat.

## Localizare
Centrul sitului Hyppyypuronsuo este situat la coordonatele 63°49′20″N 27°07′51″E / 63.8222°N 27.1308°E.

## Înființare
Situl Hyppyypuronsuo a fost declarat sit de importanță comunitară în iunie 2005 pentru a proteja 1 specie de plante. Situl a fost protejat și ca arie specială de conservare în aprilie 2015.

## Biodiversitate
Situată în ecoregiunea boreală, aria protejată conține 3 habitate naturale: Izvoare fino-scandinave și mlaștini produse de izvoare bogate în minerale, Mlaștini împădurite, Taiga vestică.
La baza desemnării sitului se află o specie protejată de  plante: Ranunculus lapponicus.
Pe lângă speciile protejate, pe teritoriul sitului au mai fost identificate 1 specie de plante.